# Louis-Luc Loiseau de Persuis
Louis-Luc Loiseau de Persuis (Metz, 4 juli 1769 – Parijs, 20 december 1819) was een Frans componist, muziekpedagoog, dirigent en violist. Hij was de zoon van de Maître de musique de la Cathédrale in Angers en Metz.

## Levensloop
Na een eerste muzikale opleiding bij zijn vader en aan het conservatorium in zijn geboortestad, werkte hij eerst in het orkest van Metz en later in Avignon als violist. In 1787 vertrok Persius naar Parijs en werd violist in het orkest van het theater Montansier. In 1793 werd violist in het orkest van de opera. Hij bracht zijn hele navolgende carrière in deze instelling, waar hij werd benoemd tot dirigent in 1803, toen chef-dirigent in 1810, ter vervanging van Jean-Baptiste Rey. Tegelijkertijd was hij tweede dirigent van het keizerlijk orkest.
Hij verrichtte ook administratieve functies van de opera, zo was hij superintendent, Inspecteur-generaal van de muziek in 1816, commissaris van de scène en het personeel van de kunstenaars in januari 1817. Van 9 maart 1817 tot 13 november 1819 was hij bestuurder van deze instelling en een ziekte dwong hem ontslag te nemen.
Persius was professor voor zang vanaf de oprichting in 1795 aan het Conservatoire national supérieur de musique te Parijs. Maar in 1802 nom hij ontslag.
Als componist schreef Persius diverse opera's en balletten. Zijn grootste succes was ongetwijfeld de opera Le Triomphe de Trajan.

## Composities

### Werken voor harmonieorkest
- 1812 Wiener (Alexander) Marsch, AM: II, 41 (de mars werd bekend van de Congres van Wenen 1814/1815 als favoriete mars van Tsaar Alexander I van Rusland)

### Oratoria en cantates
- 1813 La Jérusalem délivrée, cantate - tekst: Abbé Stadler
- Les Croisés, oratorium

### Muziektheater

#### Opera's
| Voltooid in | titel                                                                      | aktes       | première                                   | libretto                              |
| ----------- | -------------------------------------------------------------------------- | ----------- | ------------------------------------------ | ------------------------------------- |
| 1791        | La Nuit espagnole                                                          | 2 bedrijven | 14 juni 1791, Parijs, Théâtre Feydeau      | Joseph Fiévée                         |
| 1793        | Estelle                                                                    | 3 bedrijven | 17 december 1793, Parijs, Théâtre National | Villebrune                            |
| 1798        | Phanor et Angéla                                                           | 3 bedrijven | juli 1798, Parijs, Théâtre Feydeau         | Louis-François Faur                   |
| 1799        | Léonidas ou Les Spartiates (samen met: Antoine Frédéric Gresnick           | 3 bedrijven | 15 augustus 1799, Parijs, Opéra Garnier    | René-Charles Guilbert de Pixérécout   |
| 1799        | Fanny Morna ou L'Écossaise                                                 | 3 bedrijven | 22 augustus 1799, Parijs, Théâtre Favart   | Edmond Guillaume François de Favières |
| 1799-1800   | Le Fruit défendu                                                           | 1 akte      | 7 maart 1800, Parijs, Opéra Garnier        | Gosse                                 |
| 1800-1801   | Marcel ou L'Héritier supposé                                               | 1 akte      | 12 februari 1801, Parijs, Opéra-Comique    | René-Charles Guilbert de Pixérécourt  |
| 1806        | L'Inauguration du Temple de la victoire (samen met: Jean-François Lesueur) | 1 akte      | 2 januari 1807, Parijs, Opéra Garnier      | Pierre-Marie-Louis Baour de Lormian   |
| 1807        | Le Triomphe de Trajan (samen met: Jean-François Lesueur)                   | 3 bedrijven | 23 oktober 1807, Parijs, Opéra Garnier     | Joseph-Alphonse Esménard              |
| 1812        | Godefroy de Bouillon, ou La Jérusalem délivrée                             | 5 bedrijven | 15 september 1812, Parijs, Opéra Garnier   | Pierre-Marie-Louis Baour de Lormian   |

#### Balletten
| Voltooid in | titel | aktes   | première                                | libretto                                              | choreografie |
| ----------- | --- | ------- | --------------------------------------- | ----------------------------------------------------- | ------------ |
| 1806        | Le Retour d'Ulisse                                                                                               | 3 aktes | 24 februari 1807, Parijs, Opéra Garnier | Louis-Jacques-Jessé Milon                             |              |
| 1813        | Nina ou La Folle par amour                                                                                       | 2 aktes | 23 november 1813, Parijs, Opéra Garnier | Louis-Jacques-Jessé Milon                             |              |
| 1815        | L'Épreuve villageoise ou André et Denise                                                                         | 2 aktes | 4 april 1815, Parijs, Opéra Garnier     | Louis-Jacques-Jessé Milon                             |              |
| 1815        | L'heureux Retour (samen met: Henri Montan Berton en Rudolphe Kreutzer)                                           | 1 akte  | 25 juli 1815, Parijs, Opéra Garnier     | Louis-Jacques-Jessé Milon                             |              |
| 1815-1816   | Le Carnaval de Venise ou La Constance à l'épreuve (samen met: Rudolphe Kreutzer)                                 | 2 aktes | 22 februari 1816, Parijs, Opéra Garnier | Louis-Jacques-Jessé Milon                             |              |
| 1816        | Les Dieux rivaux ou Les Fêtes de Cythère (samen met: Henri Montan Berton, Rudolphe Kreutzer en Gaspare Spontini) | 1 akte  | 21 juni 1816, Parijs, Opéra Garnier     | Joseph-Marie-Armand-Michel Dieulafoy, Charles Brifaut |              |
| 1818        | Der Zauberschlaf (samen met: Vojtěch Matyáš Jírovec (of: Adalbert Gyrowetz))                                     | 2 aktes | 16 januari 1818, Wenen, Hoftheater      |                                                       |              |